# Генріх Ебербах
Ге́нріх Е́бербах (нім. Heinrich Kurt Alfons Willy Eberbach; нар. 24 листопада 1895, Штутгарт — пом. 13 липня 1992, Нотцинген, Баден-Вюртемберг) — німецький воєначальник, генерал танкових військ Вермахту. За часів Другої світової війни командував танковими корпусами та танковою армією. Кавалер Лицарського хреста Залізного хреста з Дубовим листям (1941).

## Біографія
Військова кар'єра
- 1 липня 1914 — фанен-юнкер
- 15 травня 1915 — лейтенант
- 13 грудня 1919 — оберлейтенант поліції
- 1 березня 1923 — гауптман поліції
- 1 серпня 1933 — майор поліції
- 1 жовтня 1937 — оберстлейтенант
- 14 серпня 1940 — оберст
- 1 березня 1942 — генерал-майор
- 1 січня 1943 — генерал-лейтенант
- 1 серпня 1943 — генерал танкових військ

Генріх Курт Альфонс Віллі Ебербах народився 24 листопада 1895 року в місті Штутгарт, у Королівстві Вюртемберг. 30 червня 1914 року завершив навчання у вищій школі, а вже 1 липня 1914 року вступив на військову службу, фанен-юнкером (кандидат в офіцери), у 10-й Вюртемберзький піхотний полк Nr. 180 Вюртемберзької армії.

### Перша світова війна
З 28 серпня 1914 року — на Західному фронті. З лютого 1915 року — лейтенант, командир піхотного взводу. 16 жовтня 1914 року дістав поранення шрапнеллю у стегно. 25 вересня 1916 року — важко поранений у битві на Соммі, майже втратив ніс; узятий у французький полон (в грудні 1916 року — відправлений на лікування до госпіталю в Швейцарії). 4 вересня 1917 року зі Швейцарії відбув до Німецької імперії та знову повернувся на військову службу. Згодом до 11 січня 1918 року його ніс був реконструйований. З червня 1918 року — на посаді офіцера зв'язку при турецькій армії в Палестині. У вересні 1918 року узятий у британський полон.
31 січня 1920 року він офіційно звільнився з армії. За час війни нагороджений Залізними хрестами обох ступенів і Лицарським хрестом ордена Фрідріха.

### Післявоєнний час
У післявоєнний час проходив службу в поліції. З 13 грудня 1919 по 31 липня 1935 року він був офіцером поліції в Есслінген-ам-Неккар і Штутгарті. Через 15 років він знову вступив до армії. 14 жовтня 1935 року він став командиром 112-го протитанкового дивізіону, 1 серпня 1936 року він був переведений до танкового полку 3-ї танкової дивізії генерал-лейтенанта Ернста Фессманн. 1 жовтня 1937 року присвоєне звання оберстлейтенант. 10 листопада 1938 року Г. Ебербах був призначений командиром 35-го танкового полку 4-ї танкової дивізії під командуванням генерал-майора Георга-Ганса Райнгардта.

### Друга світова війна
У вересні — жовтні 1939 року оберстлейтенант Генріх Ебербах командував 35-м танковим полком у Польській кампанії. Нагороджений планками до Залізних хрестів обох ступенів (повторне нагородження).
У травні — червні 1940 року брав участь у Французькій кампанії. Нагороджений Лицарським хрестом (№ 84). З серпня 1940 року — оберст.
З 22 червня 1941 року, з початком операції «Барбаросса» командир танкового полку, бої в Білорусії. 2 липня 1941 року невдовзі після початку німецько-радянської війни призначений командиром 5-ї танкової бригади у XXIV моторизованому корпусі генерала Лео фон Швепенбурга. Бої у складі групи армій «Центр» на Смоленському, потім на Московському напрямку. У грудні 1941 року — нагороджений дубовим листям (№ 42) до Лицарського хреста.
З 6 січня 1942 року — командир 4-ї танкової дивізії. З березня 1942 року — генерал-майор.
З 26 листопада 1942 року — командир XLVIII танкового корпусу, який вів бої в ході проведення Червоною армією операції «Уран», під час Сталінградської битви. 1 грудня 1942 року Ебербах був важко поранений і евакуйований, залишаючись госпіталізованим до лютого 1943 року. Потім він проходив службу інспектором танкових військ у штабі армії.
У листопаді 1943 року Ебербах очолив усі війська, що тримали оборону навколо Нікополя, створивши армійську групу «Нікополь». Згодом бився у навколо Житомира.
На початку 1944 року він отримав звання генерала танкових військ. З літа 1944 року він воював проти британських військ, що висадилися на плацдарми «Джуно» та «Сорд». 4 липня він прийняв командування танковою армією «Захід», коли Лео Гейр фон Швеппенбург був поранений. Бої під Каном. 9 серпня через великі втрати в живій силі та техніці танкова армія була розділена, найбільш боєготові підрозділи були реорганізовані в танкову групу «Ебербах».
Наприкінці серпня 1944 року танкова група «Ебербах» разом з 7-ю армією генерала танкових військ Ганса фон Функа були оточені та знищені у Фалезькому котлі. Командувачу генералу Ебербаху вдалося втекти й очолити рештки сил, що вціліли від 7-ї армії після битви. Однак, вже 31 серпня 1944 року під час проведення виїзду на рекогносцировку неподалік від Ам'єну генерал танкових військ Генріх Ебербах був узятий у полон британськими військами.

### Після війни
Генріх Ебербах перебував у таборі для військовополонених до 1948 року в Трент-Парк. Співпрацював під керівництвом генерала Франца Гальдера та іншими німецькими полоненими генералами з історичним відділом армії США, аналізуючи бойовий досвід та створюючи відповідні роботи з військової історії Другої світової війни. Син генерала Гайнц-Ойген Ебербах під час війни був офіцером Крігсмаріне, командував підводними човнами U-967 і U-230. У післявоєнний час капітан-цур-зее ВМС Західної Німеччини.
13 липня 1992 року Генріх Ебербах помер у віці 96 років у місті Нотцинген, Баден-Вюртемберг.